# Sausal (Chulucanas)
Sausal es un centro poblado peruano ubicado en el distrito de Chulucanas, perteneciente a la provincia de Morropón del departamento de Piura, al norte del Perú. En el 2017 tenía una población de 1009 habitantes según el INEI.